# Chelyosoma macleayanum
Chelyosoma macleayanum is een zakpijpensoort uit de familie van de Corellidae. De wetenschappelijke naam van de soort is voor het eerst geldig gepubliceerd in 1830 door Broderip & Sowerby.